# فيراري أف 8
فيراري أف 8 هي سيارة رياضية من إنتاج شركة فيراري، تم الكشف عنها في 2019.